# 江陵飛行場
江陵飛行場（：／ Gangneung Bihaengjang */?）是一座位於韓國江原道的一座空軍基地。2002年隨著附近的襄陽國際機場完成後便停止民航業務。
目前機場隸屬大韓民國空軍第18戰鬥機聯隊（戰鬥飛行團）所屬，是韓國空軍距離朝鮮最近的空軍基地，戰略地位極為重要。1969年曾發生震驚亞洲與美國的大韓航空劫機案，原定由漢城（今首爾）飛往此地的韓航客機不明原因突然轉向朝鲜民主主义人民共和国江原道首府元山飛去，機上的所有機組員和七名乘客從此下落不明。
隨著當地取得韓國2018年冬季奧林匹克運動會的主辦權，江陵機場與鄰近的襄陽國際機場有望在賽會舉辦時恢復民航業務，江陵機場負責國內及部分國際航線業務，襄陽機場負責國際航線業務。